# قتل‌عام بن طلحه

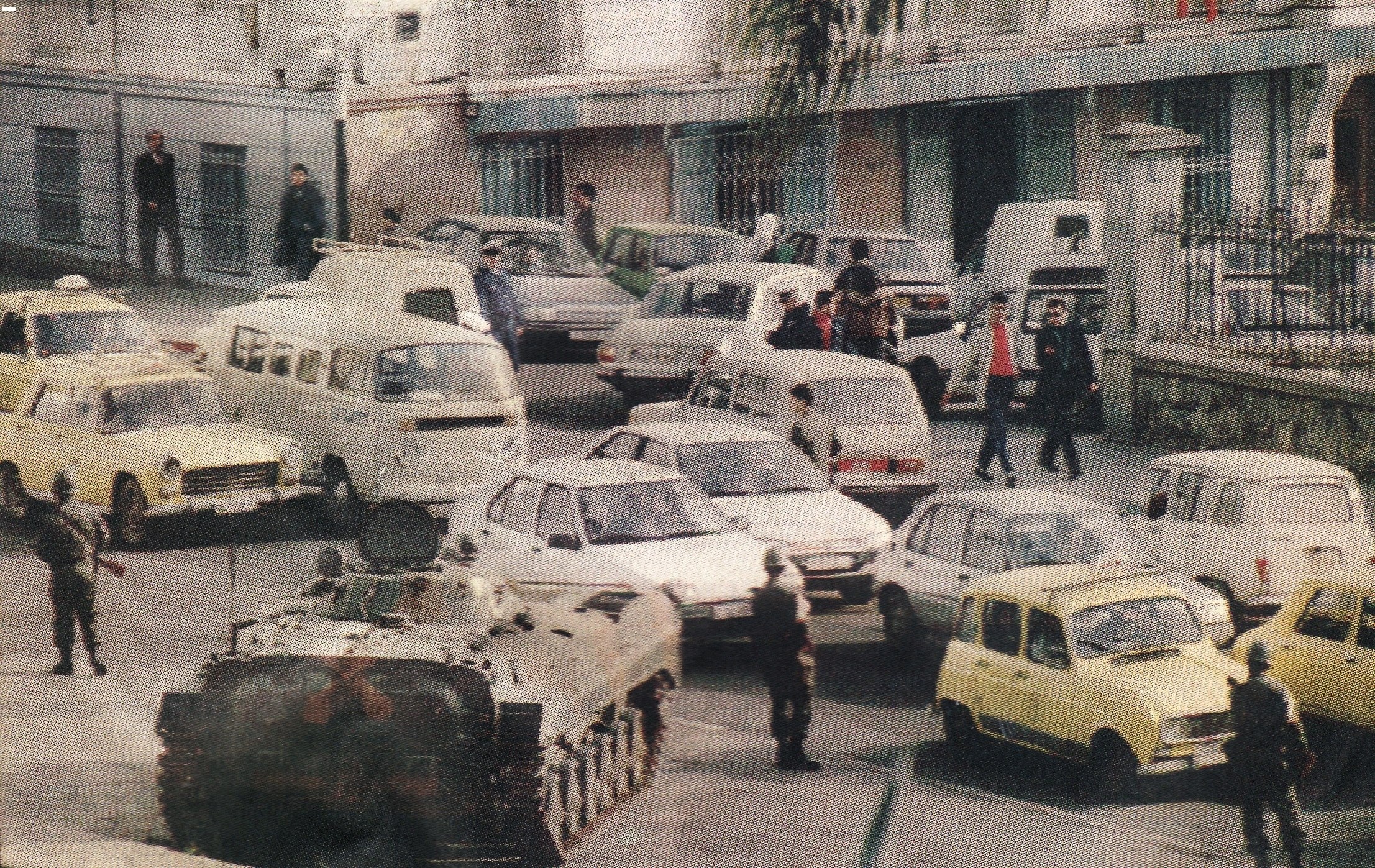
الجزیره، ۱۲ ژانویه ۱۹۹۲. تانک‌های پلیس ملی در خیابان.های الجزایر یک روز پس از اعلام پایان دور دوم انتخابات قانون‌گذاری ۲۶ دسامبر ۱۹۹۱.

قتل‌عام بن طلحه (عربی: مجزرة بن طلحة) کشتاری است که در شب ۲۲ تا ۲۳ سپتامبر ۱۹۹۷، در شهر بن طلحه، حدود ۱۵ کیلومتری جنوب الجزیره رخ داده‌است. در این شب بیش از ۲۰۰ تن از روستاییان (به گزارش عفو بین‌الملل) توسط گروه‌های مسلح کشته شدند. تعداد مرگ و میر گزارش شده از ۸۵ (برآورد رسمی) تا ۴۰۰ (اکونومیست) است.

## سابقه تاریخی
در سال ۱۹۹۷، الجزایر با یک درگیری خونین داخلی پس از لغو انتخابات ۱۹۹۲ توسط ارتش که طی آن جبهه نجات اسلامی موفق به کسب یک پیروزی شده بود روبرو گردید. شهر بن طلحه شهر، در چند کیلومتری جنوب شهرستان براکی و از توابع الجزیره است که در حمایت از جبهه نجات اسلامی که در انتخابات رأی آورده بود به حمایت برخاستند که باعث شد جنگ با دولت و برخی گروه‌ها آغاز شود.
ارتش در این منطقه بسیار قوی بود، علاوه برآن یک محل نظامی نیز در ورودی شرقی به شهر با تعدادی از جاده‌ها و سربازخانه‌ها در بخش شمالی شهر براکی را در اختیار داشت. گروه اسلامی مسلح در سال‌های ۱۹۹۴ تا ۱۹۹۶ از حضور قوی محلی برخوردار بود، در خیابان‌های بن طلحه گشت می‌زدند و مردم را که از آن‌ها پشتیبانی نمی‌کردند یا هیچ ارتباطی با رژیم موجود نداشتند، می‌کشتند؛ و دولت در ژوئن سال ۱۹۹۶، در شهر بن طلحة، یک حکومت ملی را که در حدود ده نفر بودند ایجاد کرد. اما درگیریها ادامه داشت و در ۲۹ اوت ۱۹۹۷، حدود ۲۰۰ نفر فقط در چند کیلومتری جنوب شرقی محل قتل‌عام الرایس کشته شدند. شایعات قتل‌عام بیشتری نیز به زودی گسترش یافت.

## قتل‌عام
در ۲۲ سپتامبر در ساعت ۱۱:۳۰ بعد از ظهر، انفجارهای قوی در محله جیلالی در جنوب غربی بن طلحه ایجاد شد. مهاجمان از باغهای پرتقال به جنوب شرقی محله شروع به زدن کردند. آن‌ها شروع به حرکت خانه به خانه به صورت سیستماتیک و کشتن هر مرد، زن و کودک می‌کردند. مهاجمان به اسلحه‌های اتوماتیک و تفنگ تک تیرانداز مسلح بودند؛ بعضی از آن‌ها شلوار جین را پوشیده و سایرین با لباس‌های متمایز اسلامی بودند که به قتل‌عام، ضرب و شتم کودکان به صورت خشونت‌آمیز و بریدن اندام‌ها، ضرب و شتم گردن، تجاوز به زنان و سپس قتل آن‌ها پرداختند.
پس از آن، جهان در سال ۱۹۹۷ با به نمایش درآمدن یک عکس به نام «مادون بن طلا» که حسین زوارار آن را گرفته بود بوی جایزه مطبوعات جهانی را اعطا کرد. این تصویر نشان داد که یک زن متأهل الجزیره در خارج از بیمارستان زاملی در انتظار است، که به عنوان یک نماد قتل‌عام در مقایسه با تصویر یک سرباز که در جنگ داخلی اسپانیا کشته شد می‌باشد.

## مسئولیت قتل‌عام
گروه مسلح اسلامی (GIA) مسئولیت قتل‌عام و کشتار الرایس را در یک گزارش مطبوعاتی از لندن در ۲۶ سپتامبر (AFP) بر عهده گرفت. فؤاد پولاما، و بعد از آن یکی از اعضای اصلی GIA، در تاریخ ۱ اوت ۲۰۰۴ به اعدام محکوم شد. وی نیز به اتهام قتل رهبر جبهه رستگاری اسلامی (FIS) عبدالقادر هاچانی متهم شده برای شرکت در قتل‌عام محاکمه شد.